# A1 (автомагистраль, Нидерланды)
Автомагистраль A1 (нидерл. Rijksweg 1, Autosnelweg 1 или A1) — скоростная автодорога Нидерландов. Автомагистраль начинается у развязки Ватерграфсмер (нидерл. Watergraafsmeer) на пересечении с окружной автомагистралью  и заканчивается на границе с Германией у города Олдензал, далее дорога продолжается как автобан 
. Шоссе проходит вблизи нескольких крупных городов — Амерсфорт, Апелдорн и Девентер. Длина автомагистрали составляет 157 км.

## История строительства
Ещё до Второй мировой войны начались работы по возведению полотна для будущего шоссе между поселками Барн и Хогланд (сейчас Амерсфорт). С началом немецкой оккупации, эти работы были прекращены. В 1948 году работы были вновь возобновлены и строительство закончилось к 1951 году. В начале 50-х были первыми открытыми для движения участками стали отрезки между Муйдерслот и Нарден а также вышеупомянутый участок между Барн и Хувелакен. В 1958 году отрезок между Муйдерслот и Нарден был реконструирован до уровня автомагистрали. Через год было начато планирование нового участка через лес Велюве, от поселка Терсхур до моста через реку Эйссел у Девентера. Между 1964 и 1967 годами был открыт отрезок между Бюссюмом и Барном, единственным недостающим звеном оставался участок между Буссюмом и Нарденом. Этот участок был открыт для движения в 1973 году в конфигурации 2×3 полосы.
Годом ранее, в 1972 году, открыт участок через город Димен. В том же году к нему присоединен отрезок Димен в Муйдерслот с 3-мя полосами в каждую сторону. Между 1967 и 1972 годами автомагистраль была полностью завершена между городами Димен и Маркело. За эти пять лет была сделана большая часть A1.
Между 1974 и 1978 годами шоссе было продлено на восток до развязки Азело. В 1979 году открыто участок шоссе  между Азело и Делден, который также является частью A1. В конце 70-х, маршрут трассы продлился до границы с Германией, однако трасса к тому времени открыта не была. В 1985 году открыт участок от Де Лютте до Шутторф в Германии, где затем был соединен с автобаном 
. В 1988 году шоссе было открыто до между Делденом и Хенгело и 12 ноября 1992 года между Олдензалом и Де Лютте. Трасса А1 была завершена. Двумя годами ранее, в 1989 году, открыл отрезок у Амстердама, между развязкой Ватерграфсмер и развязкой Димен с 6 полосами.
| От             | До                  | Длина | Дата открытия | Примечания |
| -------------- | ------------------- | ----- | ------------- | --- |
| Мёйдерслот     | Нарден-Запад        | 5 км  | 01-06-1958    | открыта как автодорога в 1954-1957                                                                                  |
| Бюссюм         | Ларен               | 4 км  | 13-07-1964    | |
| Ларен          | Витте Берген        | 2 км  | 29-12-1966    | |
| Витте Берген   | Барн                | 3 км  | 20-03-1967    | |
| Хувелакен      | Терсхур             | 7 км  | 04-09-1967    | открыта как автодорога в 1952                                                                                       |
| Бюнсхотен      | Хувелакен           | 6 км  | 07-09-1971    | открыта как автодорога в 1952                                                                                       |
| Димен          | Димен               | 2 км  | ??-??-1972    | |
| Ембрюгге       | Бюнсхотен           | 4 км  | 13-04-1972    | открыта как автодорога в 1952                                                                                       |
| Димен          | Мёйдерслот          | 4 км  | 04-09-1972    | открыта как автодорога в 1965-1970                                                                                  |
| Терсхур        | Бекберген           | 36 км | 31-05-1972    | |
| Бекберген      | Маркело             | 31 км | 21-11-1972    | открыта как автодорога 31го мая 1972 года, крупнейший когда либо открытый участок в Нидерландах (Терсхур - Маркело) |
| Нарден-Вестинг | Бюссюм              | 5 км  | 29-05-1973    | |
| Барн           | Ембрюгге            | 3 км  | 01-06-1973    | открыта как автодорога в 1952                                                                                       |
| Naarden-Запад  | Нарден-Вестинг      | 1 км  | 14-12-1973    | |
| Маркело        | Рийсен              | 7 км  | 27-08-1974    | |
| Рийсен         | Азело               | 10 км | 15-06-1978    | |
| Азело          | Бюрен               | 4 км  | 18-12-1979    | Разделяет номер с , открыта до Делдена                                                                              |
| Де Лютте       | Граница с Германией | 2 км  | 13-06-1985    | |
| Бюрен          | Хенгело             | 2 км  | 25-11-1986    | |
| Хенгело        | Хенгело-Север       | 5 км  | 27-07-1988    | |
| Ватерграфсмер  | Димен               | 1 км  | 23-05-1989    | |
| Хенгело-Север  | Олдензал            | 4 км  | ??-??-1991    | В конце 1991 |
| Олдензал       | Де Лютте            | 9 км  | 12-11-1992    | A1 завершена |

## Описание маршрута

### Северная Голландия
A1 начинается от пересечения с трассой  в Амстердаме. Эта развязка расположена на восточной окраине города. Отсюда трасса в конфигурации 2×3 (2×4 в часы пик) полосы идет на восток до Димена. Отсюда после пересечения с  начинается центральная реверсивная полоса. После 9-полосного моста Мёйдербрюг через Амстердам-Рейн-канал начинается вторая реверсивная полоса (конфигурация 3+2+3 полосы). Затем шоссе проходит вдоль деревни Мёйден, где расположен разводной мост через реку Вехт. После этого следует развязка Мёйдерберг, здесь от шоссе отходит автомагистраль , проходящая через города Алмере, Лелистад и Эммелорда. После развязки реверсивные полосы заканчиваются, а шоссе сужается до 2×3 полос.
Затем шоссе огибает город Нарден, после чего выходит на Бюссюм. Здесь шоссе снова сужается уже до 2×2 полос плюс «пиковые» полосы. Это объясняется плотной застройкой из дорогих жилых районов а также наличие шумовых барьеров. После этого трасса поднимается на небольшую возвышенность, после чего вновь опускается. И наконец у поселка Ларен шоссе пересекает границу с провинцией Утрехт.

### Утрехт
Сразу после границы провинций следует развязка Емнес, где трасса пересекает шоссе , идущее от Алмере на Утрехт. Отсюда трасса сужается до 2×2 полос. Далее проходя по польдерам и пересекая реку Ем, трасса постепенно выходит к городу Амерсфорт. Обойдя город с севера к востоку от Амерсфорта на развязке Хувелакен дорога пересекает шоссе , соединяющее города Утрехт и Зволле. Отсюда на восток вновь начинаются «пиковые» полосы. Через пару километров шоссе пересекает границу с провинцией Гелдерланд.

### Гелдерланд
Первые километры в Гелдерланд шоссе проходит по открытой местности к северу от Барневельда. Здесь от него от трассы на юг отходит  до Арнема и Эде. Здесь «пиковые» полосы вновь кончаются. Далее трасса пролегает через лес Велюве. Здесь проезжие части расходятся друг от друга на небольшое расстояние и шоссе поднимается почти на 60 метров в высоту. После Велюве трасса идет до города Апелдорн. Шоссе пересекает автомагистраль  у развязки Бикберген, которая проходит от Арнема до Зволле. После этого трафик снова растет, и между Апелдорном и Девентером шоссе вновь приобретает «пиковые» полосы. Пересекая реку Эйссел у Девентера, трасса входит в провинцию Оверэйссел.

### Оверэйссел
После пересечения границы дорога проходит вдоль южной стороны Девентера. Следующие несколько десятков километров проходит в основном по сельской местности. Затем трасса огибает с юга город Алмело и у развязки Азело соединяется с автомагистралью . Следующие несколько километров трасса имеет двойную нумерацию с A35, а также расширяется до 2×3 полос. Через 4 километра, у развязки Бюрен, дороги вновь расходятся. А35 продолжает движение в сторону Энсхеде и Мюнстера. A1 с севера огибает город Хенгело вдоль, а затем и Олдензал, последний крупный город перед границей с Германией. Через несколько километров трасса пересекает границу и продолжается уже как немецкий автобан 
, идущий в направлении Оснабрюка и Ганновера.

## Современное состояние

### Реверсивные полосы
27 октября 1993 года на участке между развязкой Димен и Мёйдерберг открылась первая в Европе Carpool-полоса. Это полоса представляла собой выделенную левую полосу доступ на которую был разрешен только автомобилям с тремя и более пассажирами. Этот проект не возымел успеха, и её полный потенциал не был использован. Он также оказался юридически несостоятельным. В сентябре 1994 года, после судебного процесса, полоса была реконструирована в полосу общего пользования с регулируемым направлением движения (нидерл. Wisselstrook). В 2010 году, во время реконструкции А1, полоса была расширена и продлена до съезда Димен. Участок между развязкой Мёйдерберг и мостом Мёйдербруг стал двухполосным. Участок между мостом Мёйдербруг и съездом Димен является однополосным.

### «Пиковые» полосы
На автомагистрали А1 в 2006 году между развязкой Бикберген (около Апелдорна) и съездом Девентер-Восток впервые была внедрена система пиковых полос. Эта система представляет собой часть автомагистрали оборудованной динамической системой контроля трафика, а также нескольким десятком камер. При интенсивном движении, как показано на иллюстрации, третья полоса открывается для автомобилей, таким образом увеличивая пропускную способность трассы. Существуют 2 типа пиковых полос — правые и левые. Правые полосы (нидерл. Spitsstrook) (при правостороннем движении) представляют собой слегка расширенную обочину с твёрдым покрытием и при закрытых «пиковых» полосах использующуюся по прямому назначению. Левые же полосы (нидерл. Plusstrook) обычно строятся с нуля на месте разделительной полосы и имеют меньшую ширину, нежели полосы для регулярного движения. Оба варианта обычно строятся в том случае, если необходимо расширение трассы, но при этом недостаточно места (пример: A1 у Бюссюма). Однако иногда «пиковые» полосы могут быть построены в качестве компромиссного решения в преддверии будущего расширения, когда потоки трафика уже достаточно велики, но средств на реконструкцию недостаточно (пример: A1 в Девентере).

### Конфигурация
| От                           | До                  | Количество полос        | Длина  | Общая длина полос для движения               |
| ---------------------------- | ------------------- | ----------------------- | ------ | -------------------------------------------- |
| Ватерграфсмер                | Димен               | 2x3 (В час пик 2x4)     | 2 км   | 12 (16) км                                   |
| Димен                        | Димен               | 3+1+3                   | 1 км   | 7 км                                         |
| Муйдербрюг (Муйдерский мост) |                     | 4+1+4                   | 1 км   | 9 км                                         |
| Муйдербрюг                   | Муйден-Восток       | 3+2+3                   | 4 км   | 32 км                                        |
| Муйден-Восток                | Муйдерберг          | 3+2+3 (В час пик 4+2+3) | 2 км   | 14 (18) км                                   |
| Муйдерберг                   | Бюссум              | 2x3                     | 7 км   | 42 км                                        |
| Бюссум                       | Емнес               | 2x2 (В час пик 2x3)     | 7 км   | 28 (42) км                                   |
| Емнес                        | Хувелакен           | 2x2                     | 15 км  | 60 км                                        |
| Хувелакен                    | Барневелд           | 2x2 (В час пик 3+2)     | 10 км  | 40 (50) км                                   |
| Барневелд                    | Бекберген           | 2x2                     | 33 км  | 132 км                                       |
| Бекберген                    | Ворст               | 2x4                     | 1 км   | 8 км                                         |
| Ворст                        | Девентер-Восток     | 2x2 (В час пик 2x3)     | 12 км  | 48 (72) км                                   |
| Девентер-Восток              | Лохем               | 2x2                     | 13 км  | 52 км                                        |
| Лохем                        | Маркело             | 2+3                     | 4 км   | 20 км                                        |
| Маркело                      | Азело               | 2x2                     | 18 км  | 72 км                                        |
| Азело                        | Бюрен               | 2x3                     | 4 км   | 24 км                                        |
| Бюрен                        | Граница с Германией | 2x2                     | 23 км  | 92 км                                        |
| Всего:                       |                     |                         | 157 км | 692 км (748 км вместе с "пиковыми" полосами) |

### Максимальная скорость
| От              | До                  | Максимальная скорость | Примечания                                                               |
| --------------- | ------------------- | --------------------- | ------------------------------------------------------------------------ |
| Ватерграфсмер   | Муйдерберг          | 100 км/ч              |                                                                          |
| Муйдерберг      | Нарден              | 120 км/ч              | 100 км/ч в направлении Амстердама                                        |
| Нарден          | Емнес               | 100 км/ч              |                                                                          |
| Емнес           | Хувелакен           | 130 км/ч              | Может варьироваться до 120 км/ч                                          |
| Хувелакен       | Барневелд           | 120 км/ч              | 100 км/ч при открытых "пиковых" полосах                                  |
| Барневелд       | Бекберген           | 120 км/ч              |                                                                          |
| Бекберген       | Твелло              | 120 км/ч              |                                                                          |
| Твелло          | Девентер-Восток     | 130 км/ч              | Может варьироваться до 120 км/ч; 100 км/ч при открытых "пиковых" полосах |
| Девентер-Восток | Маркело             | 130 км/ч              |                                                                          |
| Маркело         | Рэйссен             | 120 км/ч              |                                                                          |
| Рэйссен         | Азело               | 130 км/ч              |                                                                          |
| Азело           | Граница с Германией | 120 км/ч              |                                                                          |

### Интенсивность трафика
| Место           | Трафик (авт. в сутки) на 2011 год |
| --------------- | --------------------------------- |
| Ватерграфсмер   | 125.700                           |
| Димен-Север     | 123.400                           |
| Димен           | 130.700                           |
| Димен           | 168.700                           |
| Мёйден          | 170.100                           |
| Мёйден-Восток   |                                   |
| Мёйдерберг      | 101.000                           |
| Нарден-Запад    |                                   |
| Нарден-Вестинг  | 109.100                           |
| Нарден          | 105.000                           |
| Бларикум        | 111.400                           |
| Хилверсюм-Север | 114.900                           |
| Емнес           | 124.600                           |
| Суст            | 106.800                           |
| Ембрюгге        | 100.200                           |
| Бюнсхотен       | 92.600                            |
| Амерсфорт-Север | 104.600                           |
| Хувелакен       | 119.600                           |
| Хувелакен       | 100.400                           |
| Барневелд       | 75.100                            |
| Вортхуйзен      | 69.100                            |
| Стру            | 66.000                            |
| Котвейк         | 70.900                            |
| Хундерло        | 68.200                            |
| Апелдорн-Юг     | 77.000                            |
| Бекберген       | 94.700                            |
| Ворст           | 98.200                            |
| Твело           | 100.600                           |
| Девентер        | 79.500                            |
| Девентер-Восток | 73.700                            |
| Батмен          | 73.700                            |
| Лохем           | 74.000                            |
| Маркело         | 68.500                            |
| Рейссен         | 60.100                            |
| Азело           | 104.000                           |
| Борне-Запад     | 100.000                           |
| Бюрен           | 65.200                            |
| Хенгело         | 56.300                            |
| Хенгело-Север   | 50.400                            |
| Олдензал        | 33.100                            |
| Олдензал-Север  | 23.800                            |
| Де Лютте        | 22.100                            |

## Галерея
- А1, у Апелдорна
- Мост через реку Эйссел у Девентера